# Sportwagenrennen Tre Province 1930

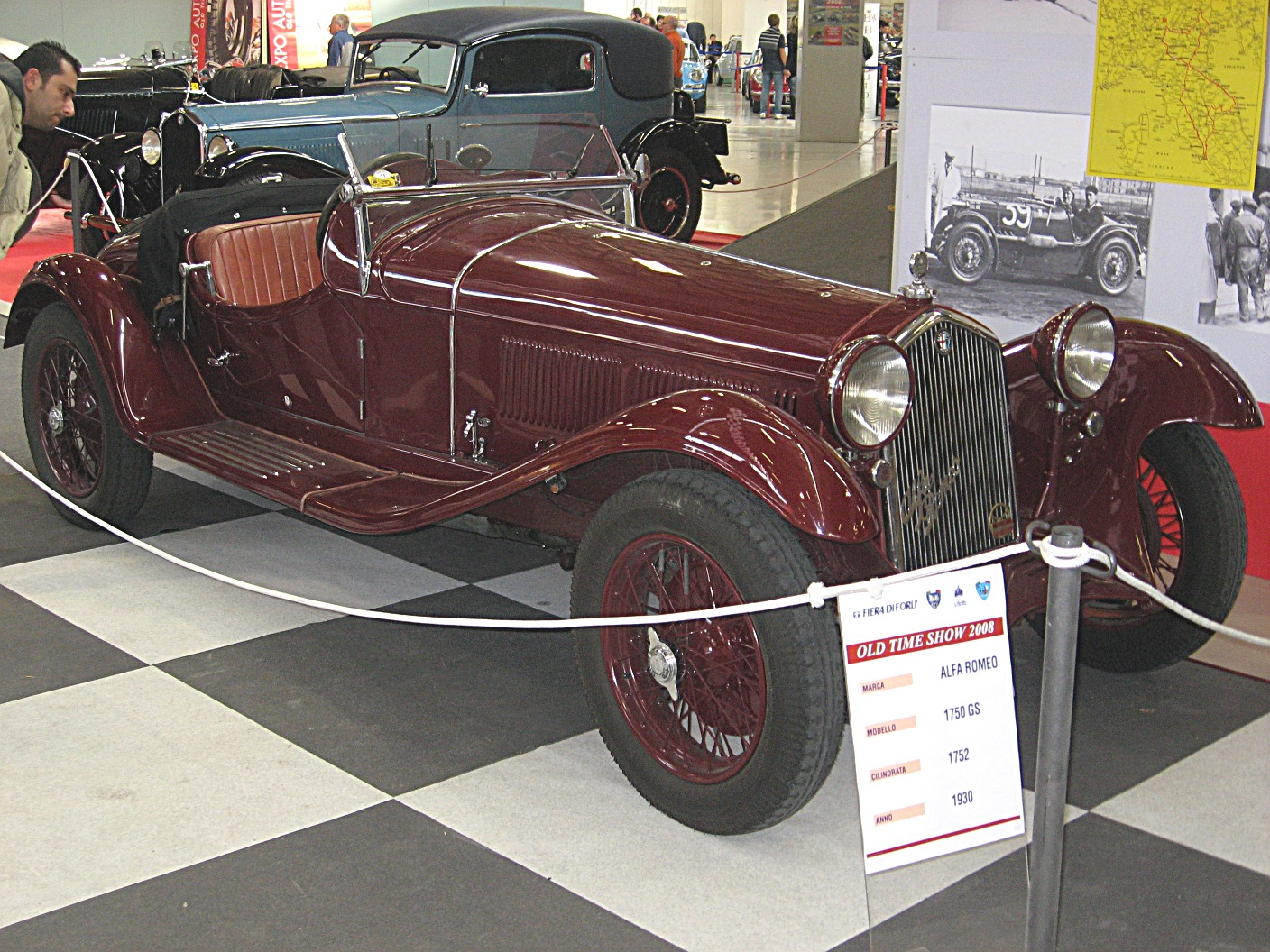
Mit einem dieser Alfa Romeo 6C 1750 fuhr Luigi Arcangeli seinen Sieg ein

Das zweite Sportwagenrennen Tre Province, auch II. Circuito Tre Province, Bologna-Pistoia-Modena, fand am 10. August 1930 statt.

## Das Rennen
Das Rennen auf dem Circuito Tre Province, einer 128 km langen Strecke von Bologna über Pistoia nach Modena ist Motorsportgeschichtlich bedeutend, markiert dieses Rennen doch den ersten Sieg der Scuderia Ferrari bei einem Sportwagenrennen.
Für den 1929 von Enzo Ferrari gegründeten Rennstall siegte Luigi Arcangeli nach knapp zwei Stunden Fahrzeit mit einem Vorsprung von sechs Minuten auf seinem Teamkollegen Mario Tadini.

## Ergebnisse

### Schlussklassement
| 1           | S | 118 | Scuderia Ferrari | Luigi Arcangeli     | Alfa Romeo 6C 1750 GS | 1:59:51,000 |
| 2           | S |     |                  | Mario Tadini        | Alfa Romeo 6C 1750 GS | 2:05:47,000 |
| 3           | S |     |                  | Amedeo Ruggeri      | Maserati Tipo 26      | 2:08:54,000 |
| 4           | T |     |                  | Ermenegildo Strazza | Lancia Lambda         |             |
| 5           |   |     | Scuderia Ferrari | Eugenio Siena       | Alfa Romeo 6C 1750 GS |             |
| 6           |   |     | XXX              | XXX                 |                       |             |
| 7           |   |     | XXX              | XXX                 |                       |             |
| 8           |   |     | XXX              | XXX                 |                       |             |
| 9           |   |     | XXX              | XXX                 |                       |             |
| 10          |   |     | XXX              | XXX                 |                       |             |
| 11          |   |     | XXX              | XXX                 |                       |             |
| 12          |   |     | XXX              | XXX                 |                       |             |
| Ausgefallen |   |     |                  |                     |                       |             |
| 13          |   |     | Scuderia Ferrari | Baconin Borzacchini | Alfa Romeo 6C 1750    |             |
| 14          |   |     | Scuderia Ferrari | Enzo Ferrari        | Alfa Romeo 6C 1750    |             |
| 15          |   |     |                  | Clemente Biondetti  | Bugatti               |             |
| 16          |   |     |                  | Antonio Zanelli     | Maserati Tipo 26C     |             |

### Nur in der Meldeliste
Zu diesem Rennen sind keine weiteren Meldungen bekannt.

### Klassensieger
| Klasse | Fahrer              | Fahrzeug              | Platzierung im Gesamtklassement |
| ------ | ------------------- | --------------------- | ------------------------------- |
| S      | Luigi Arcangeli     | Alfa Romeo 6C 1750 GS | Gesamtsieg                      |
| T      | Ermenegildo Strazza | Lancia Lambda         | Rang 4                          |

### Renndaten
- Gemeldet: 16
- Gestartet: 16
- Gewertet: 12
- Rennklassen: 2
- Zuschauer: unbekannt
- Wetter am Renntag: unbekannt
- Streckenlänge: 128,500 km
- Fahrzeit des Siegerteams: 1:59:51,000 Stunden
- Gesamtrunden des Siegerteams: 1
- Gesamtdistanz des Siegerteams: 128,500 km
- Siegerschnitt: 64,330 km/h
- Schnellste Trainingszeit: unbekannt
- Schnellste Rennrunde: unbekannt
- Rennserie: zählte zu keiner Rennserie